# Каран (Чекмагушівський район)
Кара́н (рос. Каран, башк. Ҡаран) — село у складі Чекмагушівського району Башкортостану, Росія. Входить до складу Тайняшевської сільської ради.
Населення — 167 осіб (2010; 185 у 2002).
Національний склад:
- татари — 72 %
- башкири — 28 %